# Nadbišec
Nadbišec je razloženo slemensko naselje v Občini Lenart. 
Nahaj se v jugozahodnem delu Slovenskih goric, v povirju potoka Črmca. Je dokaj odmaknjeno od Biša v dolini reke Pesnice, po katerem je dobilo ime. Proti zahodu se sleme enakomerno dviga, domovi pa so najbolj zgoščeni v njegovem najvišjem delu. Glavni vir dohodka je živinoreja.